# Азовсько-Березанська нафтогазоносна область
Азо́всько-Береза́нська нафтогазоно́сна о́бласть — належить до Південного нафтогазоносногу регіону України.
Включає:
- Стрілкове газове родовище
- Морське газове родовище